# Altfriedstein
Altfriedstein bezeichnet einen ehemaligen Weinbergsbesitz sowie das dazugehörige, denkmalgeschützte Herrenhaus im Stadtteil Niederlößnitz der sächsischen Stadt Radebeul, im Prof.-Wilhelm-Ring 1. Die historischen Weingutsflächen liegen in der Weinbaulage Radebeuler Johannisberg. Ferner trägt eine Straße oberhalb des Herrenhauses den Namen Altfriedstein. Auf den wegen der Reblauskatastrophe aufgelassenen Rebflächen des Weinguts Altfriedstein entwickelten die Dresdner Architekten Schilling & Graebner ab 1899 die Villenkolonie Altfriedstein.

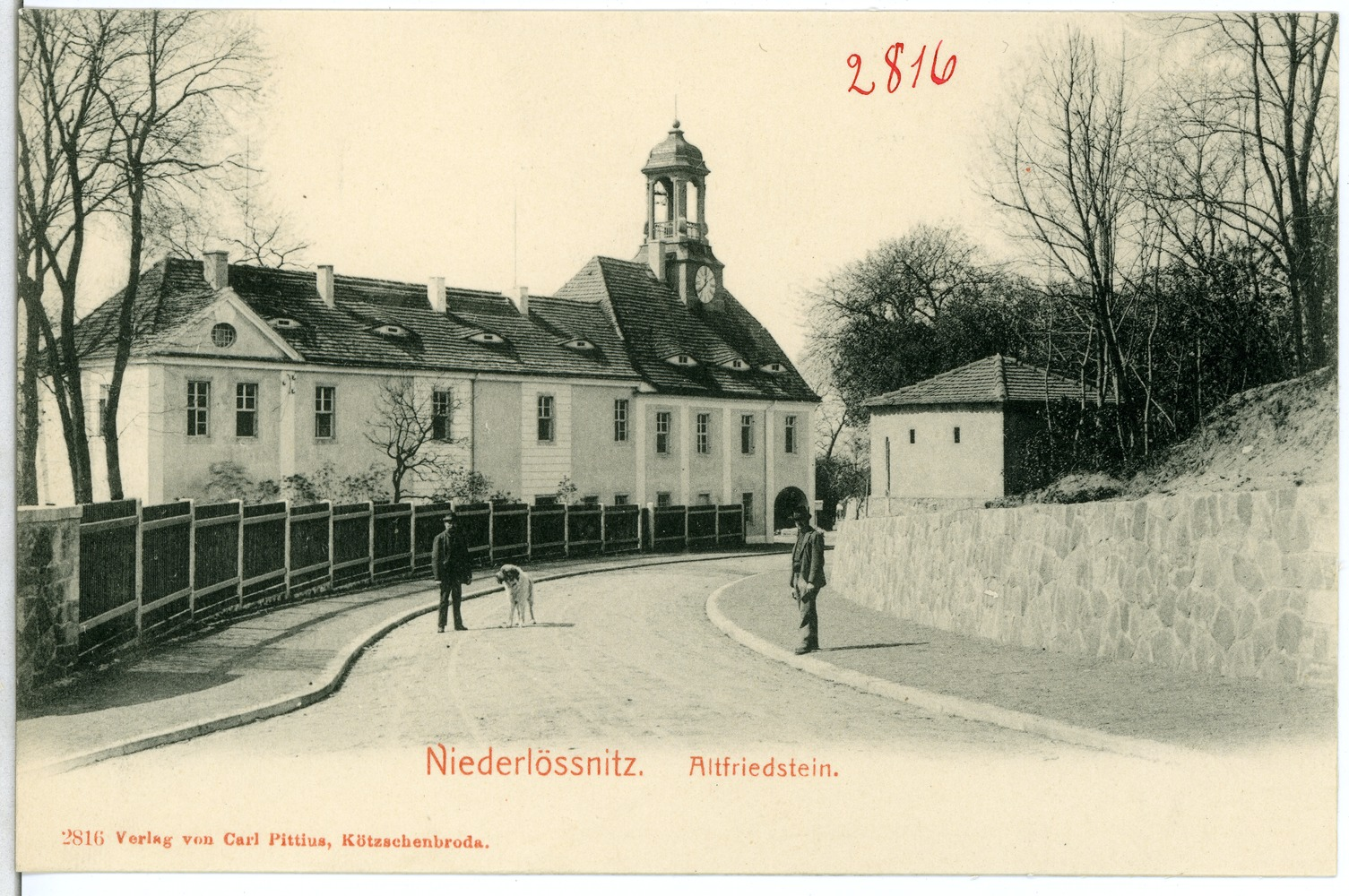
Herrenhaus Altfriedstein, von der Moritzburger Straße aus (Postkarte 1905)

## Beschreibung

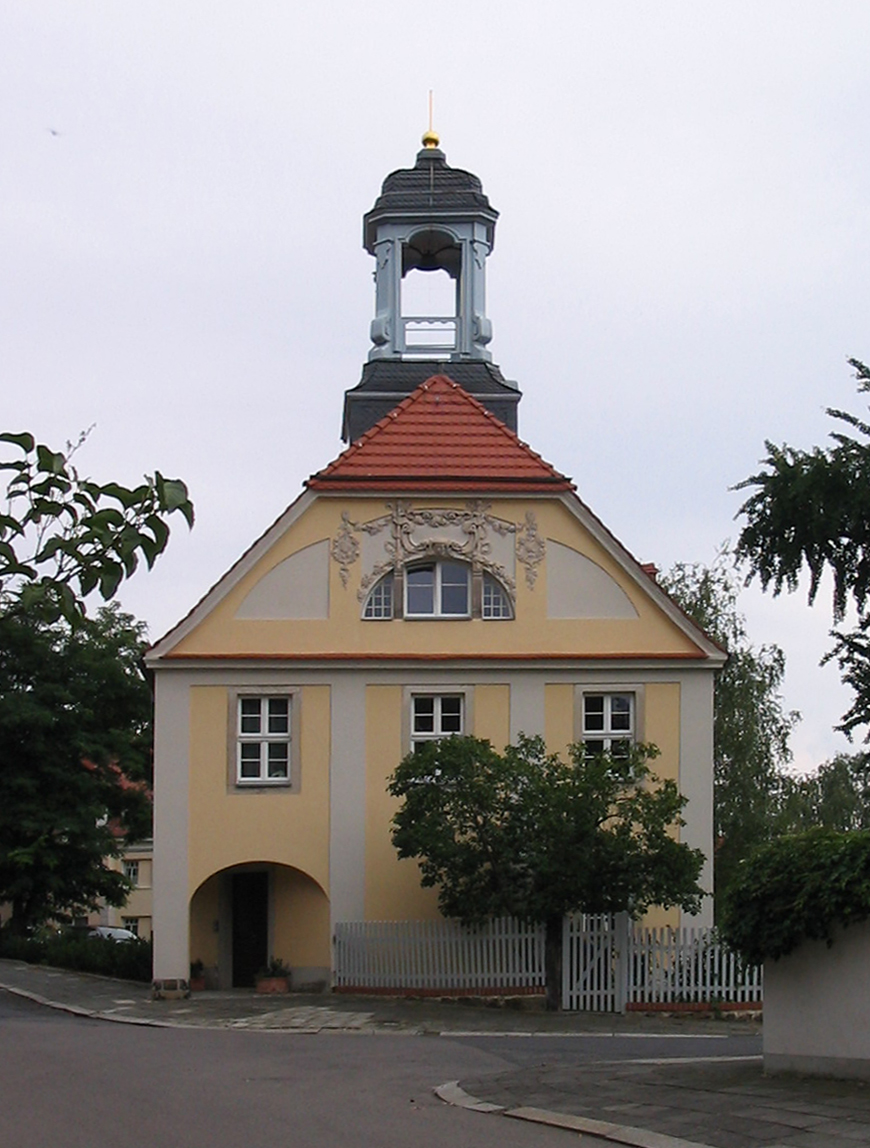
Giebelseite des Herrenhauses Altfriedstein (von Westen aus)

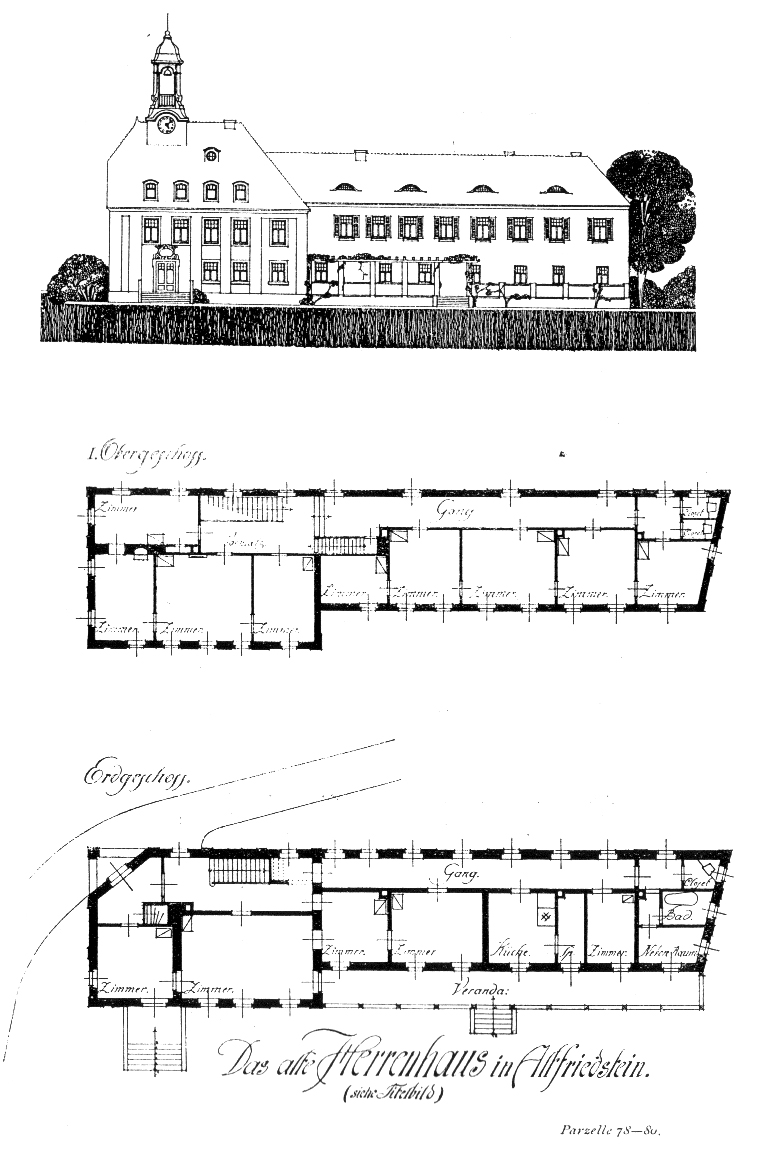
Gebäudeplan Altfriedstein, 1903 (von Süden aus)

Das ehemalige Herrenhaus Altfriedstein bestand aus einem symmetrischen Kernbau mit mittigem Dachreiter auf einem hohen Dach sowie zwei nach Ost und West ausgerichteten, zweigeschossigen Gebäudeflügeln mit einem niedrigeren Dach. Von der symmetrischen Anlage steht noch der östliche Seitenflügel, und der Kernbau wurde bei den Umbauten durch die Architekten Schilling & Graebner wegen der Straßenführung der Ludwig-Richter-Allee auf der Westseite eingekürzt und der Westflügel abgerissen.
Der Mittelbau hat heute eine Größe von vier zu drei Fensterachsen. Das ehemalige, hohe Walmdach ist auf der Westseite eingekürzt und zu einem Krüppelwalm verändert. Zur Straße befinden sich Fledermausgauben, zum Garten Giebelgauben. Der ehemals in der Mitte sitzende Dachreiter ist aus Holz. Er sitzt auf einem viereckigen Sockel, darauf sitzt ein offener, mit einem Gitter geschützter Austritt mit Uhren auf den Traufseiten, obenauf eine geschweifte Haube mit einem Kugelknauf. In der Südansicht zum Garten befindet sich in der Linie unter dem Dachreiter ein Portal mit Verdachung, davor eine Freitreppe zum Garten. In der nordwestlichen Gebäudeecke, dort wo sie auf den Bürgersteig reicht, befindet sich eine Rundbogenarkade für die Fußgänger. Im Obergeschoss des neugestalteten Westgiebels befindet sich ein dreigeteilter Blendbogen mit neobarocker Stuckornamentik. Im mittleren Feld steht ein Thermenfenster. Die Fassadenflächen des Mittelbaus werden durch Lisenen gegliedert.
Der nach Osten weisende Flügel ist schmaler als der Hauptbau und hat bei etwa gleicher Traufhöhe eine wesentlich geringere Firsthöhe. Die Fensterachsen sind unterschiedlich weit auseinander. In der Straßenansicht steht ein Seitenrisalit mit Dreiecksgiebel. Auf der Gartenseite des Flügels ist eine Terrasse mit Pergola vorgesetzt.
Die auf der Nordseite des ehemaligen Innenhofs bergseitig in einer dreibogigen Futtermauer untergebrachte ehemalige barocke Brunnenanlage aus der Zeit um 1790, die von Schwarzes Teich versorgt wurde, ist heute durch den Prof.-Wilhelm-Ring vom Herrenhaus separiert. Während das sich in dem mittleren Bogen der Futtermauer befindliche fächerartigen Ornament noch am Ort befindet, wurden der Delphin und der Wassertrog, beide bereits bei Gurlitt beschrieben, an andere Stelle auf dem ehemaligen Friedsteingelände versetzt und als Wasserspiel wieder an eine Wasserversorgung angeschlossen.

## Geschichte

Gut Altfriedstein auf den Berliner Meilenblättern, 1781–1810. Von unten von der Meißner Straße die Zufahrtsallee

Das Anwesen des Friedstein war 1544 im Besitz des Andreas Allenbecke von „Freibergk“, womit dieser vermutlich aus Freiberg selbst oder der unmittelbaren Umgebung stammte. Im Jahr 1602 lässt sich ein Dr. Röllingk nachweisen, dem 1675 Christian Siegmund von Reichenbrodt auf Schrenkendorf folgte, ein Nachkomme des Geheimsekretärs des Kurfürsten Johann Georg I., Christian Reichbrod von Schrenkendorf (1613–1660), Rittergutsbesitzer in Pesterwitz.
Später besaß Jakob Friedrich Schilling (1660–1742) aus der Adelsfamilie Schilling dieses und auch weitere Weingüter, so unter anderem dasjenige von Schloss Proschwitz. Sein Nachfahre Rudolf Schilling sollte zwei Jahrhunderte später die Villenkolonie Altfriedstein errichten.

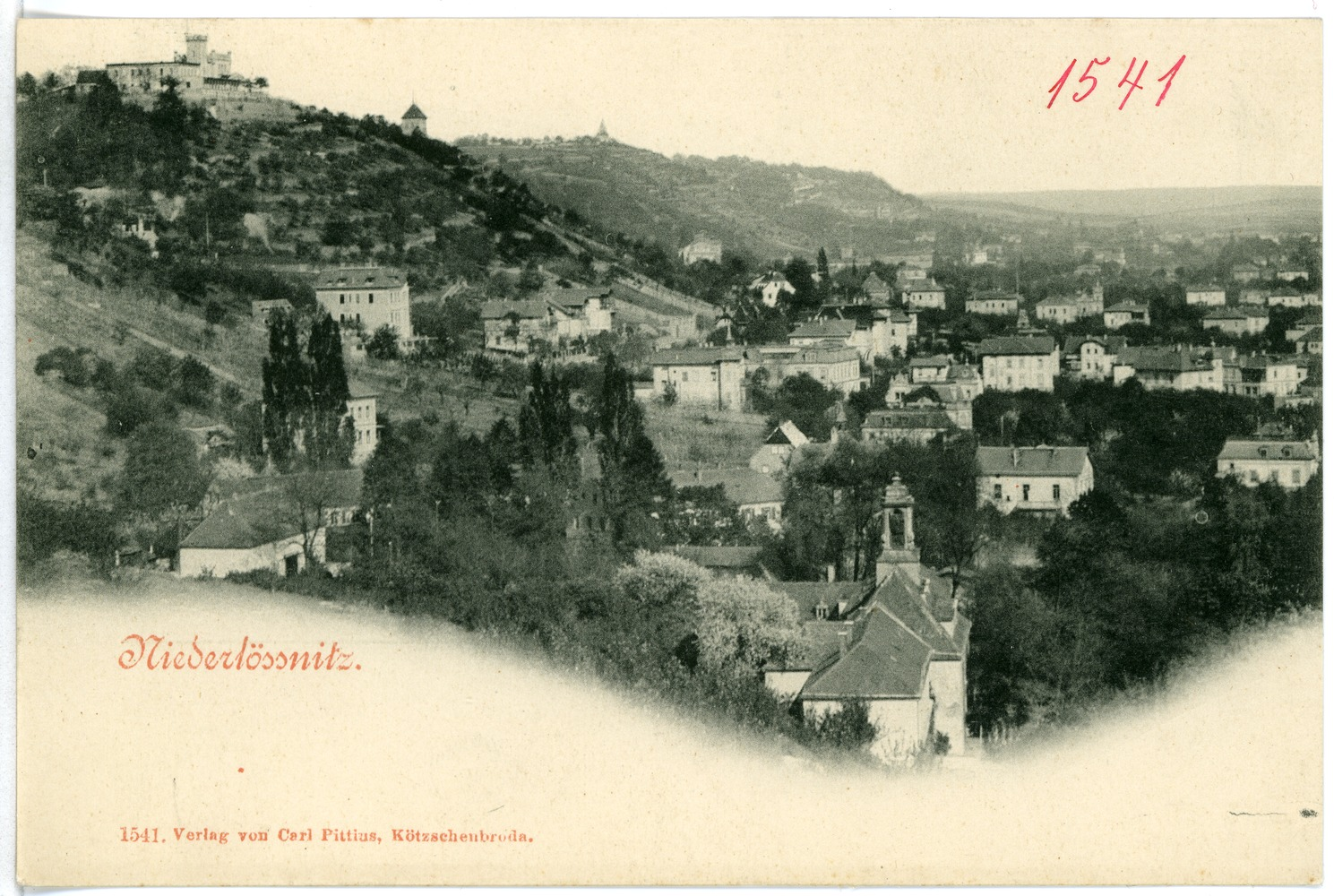
Ehemaliger Westflügel von Altfriedstein (unten, von Westen aus, 1901); gut zu sehen sind Flügelbauten nach Norden (nach links, wo heute die Straße verläuft). Links oben die Friedensburg

Heute abgebrochener Westflügel Altfriedsteins, vom südlich gelegenen Garten aus. Im Hintergrund das Berghaus Neufriedstein

Ab 1734 (oder 1736) erwarb der kurfürstlich-sächsische „Haus-Kellner“ (Leiter der Hofkellerei, dem der Kellermeister und die Mundschenken unterstehen) und spätere Oberlandweinmeister Friedrich Roos († 1757) umfangreichen Weinbergsbesitz auf der später als Niederlößnitz aus Kötzschenbroda abgetrennten Flur. Auf diesem Rooseschen Weinberg baute er 1743 bis 1745 anstelle eines 1742 abgebrannten Viehhofs ein barockes Herrenhaus mit Orangerie und Wasserkunst (durch die Roos’sche Wasserleitung versorgt) und legte einen Park an. Das Herrenhaus erhielt einen Dachreiter mit Turmuhr und Glockenspiel. Er legte auch eine Kastanienallee als Zufahrt von der Meißner Straße aus an (später Alleestraße). Eventuell benannte bereits Roos den Besitz Mon Repos, eine Benennung, die in der sonstigen Literatur erst dem Grafen Brühl zugeordnet wird. Roos’ Sohn Alexander übernahm 1747 das Anwesen und überließ es 1749 dem Vetter Heinrich Roos, ebenfalls kurfürstlicher Oberlandweinmeister.
Der sächsische Premierminister Heinrich Graf von Brühl (* 13. August 1700 in Weißenfels; † 28. Oktober 1763 in Dresden) erwarb 1763 den Rooseschen Weinberg und nannte ihn Mon Repos (französisch: mein Ruheplatz). Nach Brühls kurz darauf folgendem Tod verkauften seine Erben das Anwesen 1770 an den Pariser Juwelier Charles Auguste Boehmer, der als Schöpfer des Colliers der Königin Marie Antoinette in die sogenannte Halsbandaffäre verwickelt war. In der Folgezeit kam Altfriedstein 1784 bis 1812 in den Besitz von Louise Sophia Johanna Gräfin von Zinzendorf und Pottendorf, es folgten Kabinettsminister Ludwig Graf Senfft von Pilsach sowie die Kaufleute Ludwig Pilgrim (ab 1816) und ab 1818 sein Schwager Georg Schwarz, beide Schwiegersöhne von Johann Peter Hundeiker, die 1836 die nahegelegene Sektkellerei Bussard gründeten.
1822 besuchte Jean Paul, der zu Besuch bei seiner Schwägerin Wilhelmine (Minna) Uthe-Spazier in Dresden war, die mit dieser bekannte Familie Schwarz zweimal auf ihrem „Wein- und Landsitz Friedstein“ in der Lößnitz. Dabei lernt er nicht nur den „reichen Vertrauten des russischen Kaisers“ (Schwarz) kennen, sondern auch dessen Schwager Ludwig Pilgrim und seine Frau Elise, eine Schriftstellerin und „glühende Verehrerin Jean Pauls“, sowie den Schwiegervater Hundeiker.
Nach Georg Schwarz’ Erwerb des westlich gelegenen Weingutes und seiner Umbenennung in Neufriedstein wurde das Friedstein genannte Anwesen in Altfriedstein umbenannt.

Lage von Herrenhaus Altfriedstein (rot eingefärbt), 1857. Rechts oben der Leimgrund mit Schwarzes Teich. Von unten die „lange Kastanienallee […] von der Kunststraße“ aus. Unten rechts an der gestrichelten Linie: Station Kötzschenbroda.

Ab 1844 war Altfriedstein auch als Thomann's grüntürmiges Schloss bekannt, nach dem Besitzer Paul Thomann beziehungsweise dessen Witwe, die im Osten des Herrenhauses nach Norden hin einen langen Seitenflügel ergänzte. Einschließlich „herrlichem parkähnlichem Garten“ südlich des Hauses sowie der Weinberge hatte das Anwesen zu jener Zeit eine Größe von 34 Acker 45 Quadratruten (18,9 Hektar). Dann folgten 1852 Emil Lutterroth und 1858 D. Thienemann. Otto Thienemann, Bruder des Berthold Thienemann vom Hohenhaus, erwarb Altfriedstein im Jahr 1870. 1867 gründete Carl Moritz Krieger dort seine Kriegersche Lehr- und Erziehungsanstalt mit Pensionat, die 1872 auf die Meißner Straße 227 verlegt wurde.

Flurstücksplan Altfriedstein, 1883

Ab 1878 gehörte Altfriedstein Carl Lamsbach, dem späteren Ersten Gemeindeältesten der Gemeinde Niederlößnitz. Dieser errichtete ein Maschinenhaus sowie ein Reservoir auf der Bergkuppe, sodass das Trinkwasser nicht mehr vom an der Winzerstraße tiefer gelegenen Brunnen hinaufgetragen werden musste. Darüber hinaus wurde das Anwesen mit Brauchwasser über die bereits von Roos angelegte Wasserleitung von Schwarzes Teich aus versorgt, die im Hof auf der Nordseite des Hauses endete. 1883 stockte Lamsbach den Westflügel auf, um dort eine Pension hineinnehmen zu können.
1895 wurde das ganze Herrenhaus in eine Pension umgebaut.
1899 wurde der gesamte Besitz an die Architekten Schilling & Graebner verkauft, die als Projektentwickler das Grundstück parzellierten und ab 1902 die Villenkolonie Altfriedstein errichteten. Mit der Anlage der Brühlstraße wurde Altfriedstein direkt erschlossen (heute Prof.-Wilhelm-Ring 1). Die bedeutsamste Villa der Villenkolonie ist die den Abschluss nach Norden bildende, 1911 erbaute Meyerburg.
1927 ging das Herrenhaus an die Stadt, die es bis 1987 als Feierabendheim nutzte. Die Schriftstellerin und Dichterin Jeanne Berta Semmig verbrachte dort ihren Lebensabend, später auch die Übersetzerin Ellen Schou.
1988 wurde Altfriedstein unter Denkmalschutz gestellt und 1996 in Privatbesitz verkauft.

## Literatur

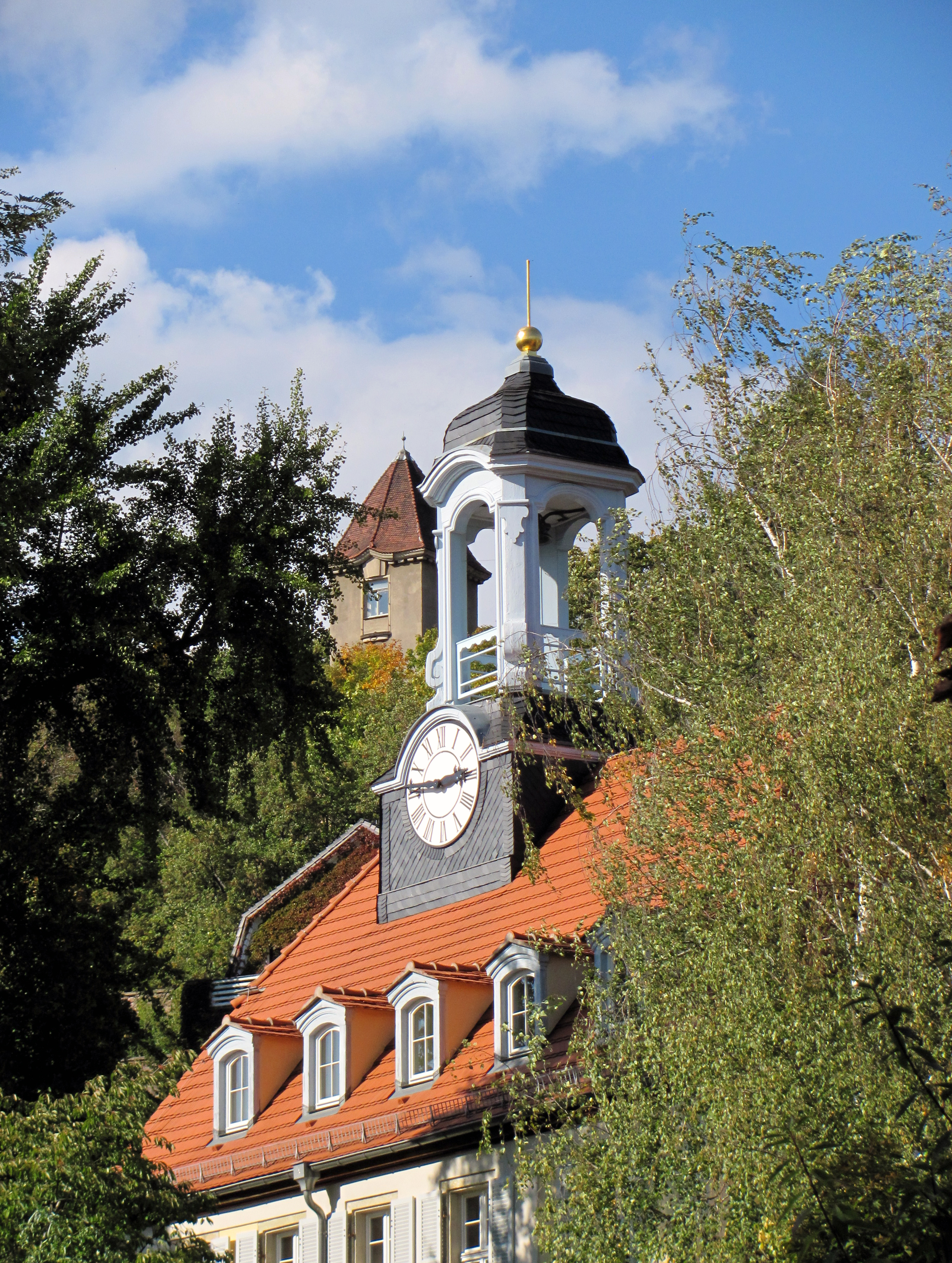
Laterne und Uhr des Herrenhauses Altfriedstein, oben im Hintergrund der Turm der Meyerburg